# Foucaucourt-en-Santerre
Foucaucourt-en-Santerre és un municipi francès situat al departament del Somme i a la regió dels Alts de França. L'any 2007 tenia 260 habitants.

## Demografia

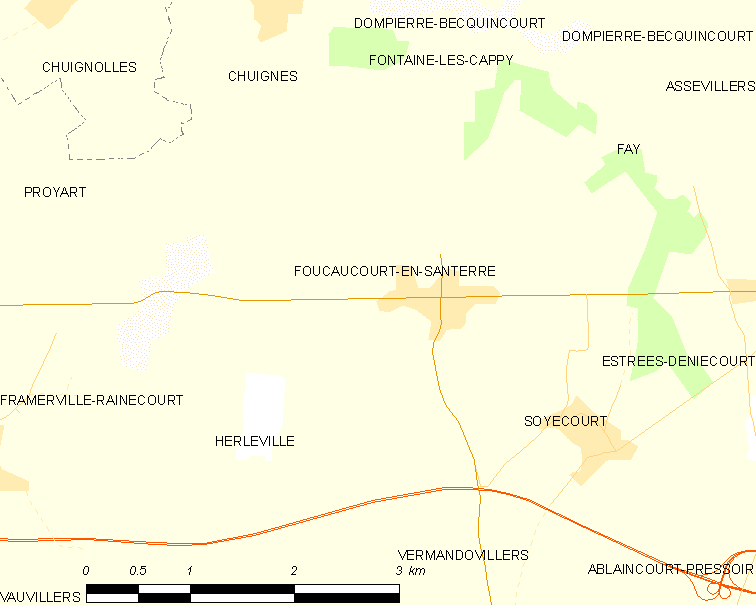
Mapa del municipi

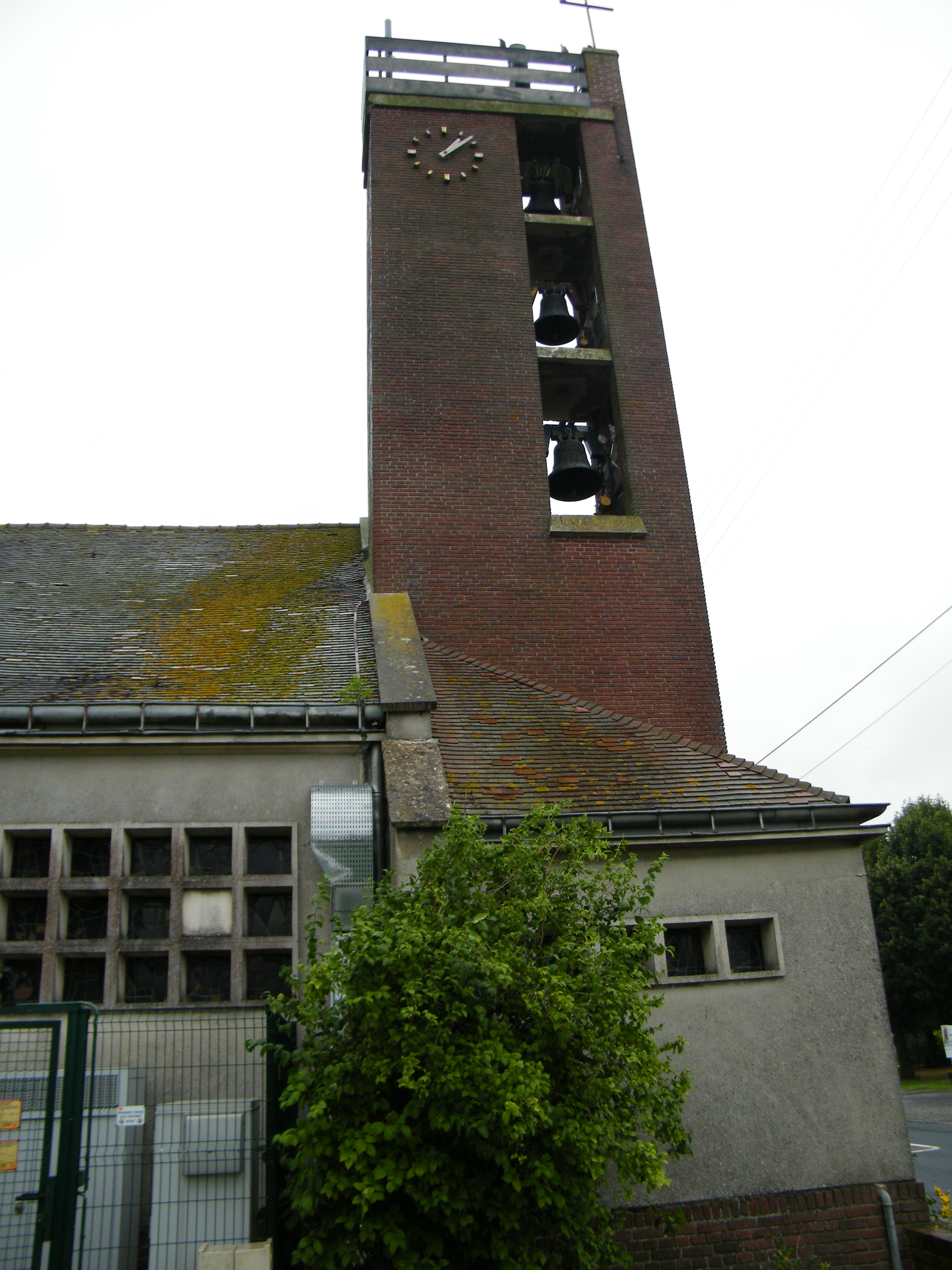

### Població
El 2007 la població de fet de Foucaucourt-en-Santerre era de 260 persones. Hi havia 96 famílies de les quals 18 eren unipersonals (7 homes vivint sols i 11 dones vivint soles), 45 parelles sense fills, 26 parelles amb fills i 7 famílies monoparentals amb fills.
La població ha evolucionat segons el següent gràfic:
Habitants censats

### Habitatges
El 2007 hi havia 105 habitatges, 97 eren l'habitatge principal de la família, 3 eren segones residències i 4 estaven desocupats. 104 eren cases i 1 era un apartament. Dels 97 habitatges principals, 70 estaven ocupats pels seus propietaris, 26 estaven llogats i ocupats pels llogaters i 1 estava cedit a títol gratuït; 1 tenia dues cambres, 19 en tenien tres, 22 en tenien quatre i 55 en tenien cinc o més. 76 habitatges disposaven pel capbaix d'una plaça de pàrquing. A 47 habitatges hi havia un automòbil i a 44 n'hi havia dos o més.

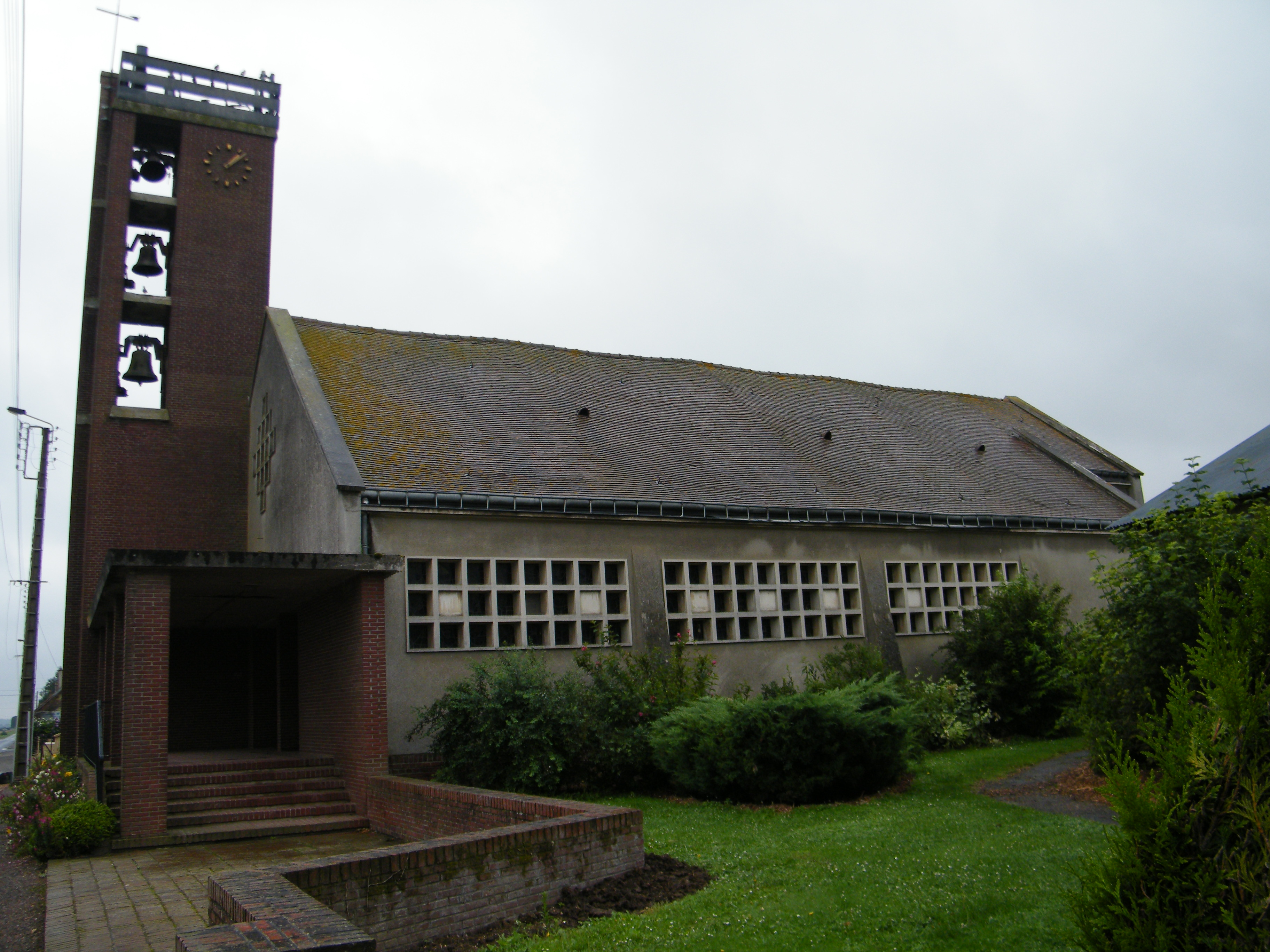

### Piràmide de població
La piràmide de població per edats i sexe el 2009 era:
| Homes | Edats   | Dones |
| ----- | ------- | ----- |
| 0     | 95 o +  | 0     |
| 0     | 90 a 94 | 0     |
| 4     | 85 a 89 | 0     |
| 0     | 80 a 84 | 0     |
| 8     | 75 a 79 | 4     |
| 0     | 70 a 74 | 12    |
| 4     | 65 a 69 | 4     |
| 12    | 60 a 64 | 0     |
| 4     | 55 a 59 | 12    |
| 8     | 50 a 54 | 4     |
| 4     | 45 a 49 | 4     |
| 4     | 40 a 44 | 8     |
| 16    | 35 a 39 | 4     |
| 8     | 30 a 34 | 12    |
| 8     | 25 a 29 | 0     |
| 0     | 20 a 24 | 8     |
| 8     | 15 a 19 | 4     |
| 12    | 10 a 14 | 8     |
| 12    | 5 a 9   | 4     |
| 0     | 0 a 4   | 12    |

## Economia

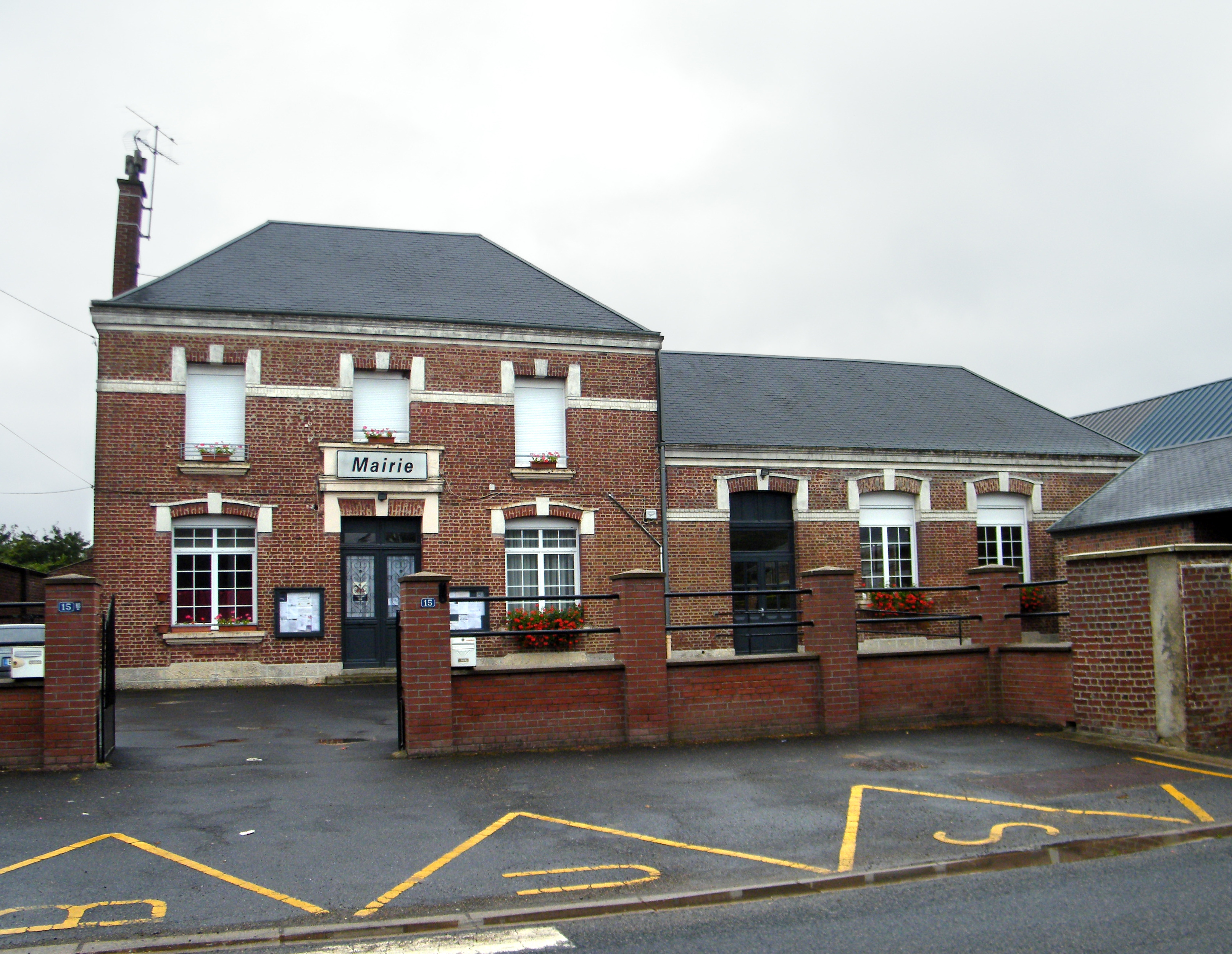

El 2007 la població en edat de treballar era de 155 persones, 115 eren actives i 40 eren inactives. De les 115 persones actives 99 estaven ocupades (57 homes i 42 dones) i 15 estaven aturades (7 homes i 8 dones). De les 40 persones inactives 12 estaven jubilades, 9 estaven estudiant i 19 estaven classificades com a «altres inactius».

### Ingressos
El 2009 a Foucaucourt-en-Santerre hi havia 105 unitats fiscals que integraven 284 persones, la mediana anual d'ingressos fiscals per persona era de 15.550 €.

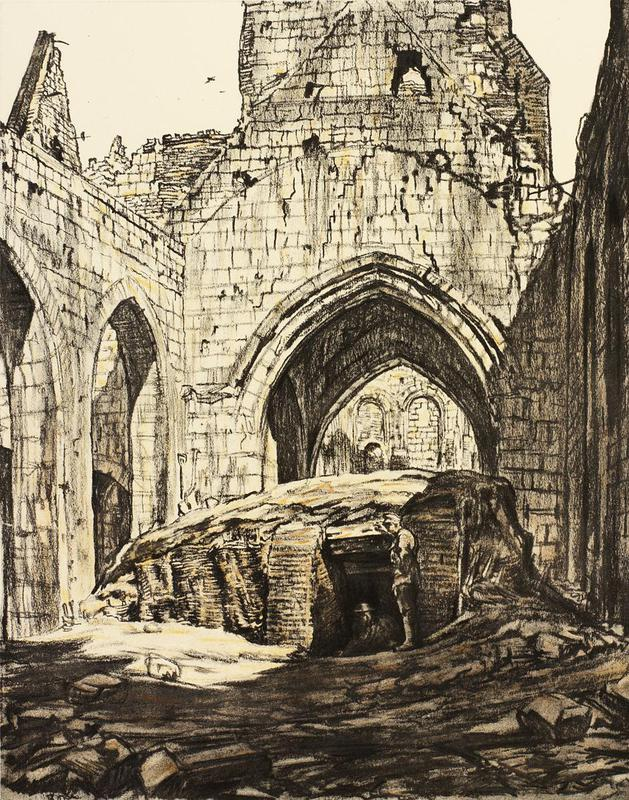
Dibuixos de la primera Guerra Mundial

### Activitats econòmiques
Dels 4 establiments que hi havia el 2007, 1 era d'una empresa de construcció, 1 d'una empresa de comerç i reparació d'automòbils, 1 d'una empresa d'hostatgeria i restauració i 1 d'una empresa financera.
L'únic servei als particulars que hi havia el 2009 era un restaurant.
L'any 2000 a Foucaucourt-en-Santerre hi havia 12 explotacions agrícoles.

## Poblacions més properes
El següent diagrama mostra les poblacions més properes.